# ريناتو سيسنيروس
ريناتو سيسنيروس (بالإسبانية: Renato Cisneros)‏ هو صحفي وكاتب وشاعر بيروفي، ولد في 12 يناير 1976 في ليما في بيرو.